# Ángel R. Cabada
Ángel Rosario Cabada Lili (Carbonera, municipio de Tlacotalpan, 1873 – Ángel R. Cabada, 18 de junio de 1921) fue un químico mexicano, personaje destacado en la historia veracruzana. Desde 1931, uno de los municipios del estado de Veracruz de Ignacio de la Llave lleva su nombre: Ángel R. Cabada. Fundó uno de los primeros sindicatos en la región, llamado Paz y Progreso; organizó a los campesinos para luchar por un reparto justo, motivo por el cual fue asesinado.

## Vida personal
Don Ángel Rosario Cabada Lili, nació en Carbonera Municipio de Tlacotalpan Veracruz, en el año de 1872; sus padres naturales fueron: Luis Cabada y Andrea Lili; sus padres adoptivos: Blas Cruz y Juana Reyes.
En el año de 1897 contrae matrimonio con Teresa Delgado Reyes con quien procrea dos hijos: Priscila Cabada Delgado y Alfonso Cabada Delgado.
Concluye sus estudios en Tlacotalpan Veracruz y se recibe como Químico, ingresa a laborar en el ingenio Santa Fe de  Tlacotalpan en el departamento de alcoholes, de donde lo despiden en 1908 al tratar de organizar a los obreros para que defiendan sus derechos del trato injusto que recibían de sus patrones.
Lo nombran sub-regidor interino de San Jerónimo, Municipio de Tlacotalpan de 1909 a 1910.
En 1914 organiza uno de los primeros sindicatos de la región llamado Paz y Progreso en el ingenio de Santa Fe y lo primero que solicitó fue hacer una escuela nocturna para los obreros. Esto motivo que los dueños de los ingenios lo obligaran a huir del puerto de Veracruz.
En 1915 se organizó para jugar fútbol con la colonia
El 6 de enero de 1915, Carranza expide la Ley Agraria desde Veracruz afectando a muchos caciques y terratenientes; en el Mesón (hoy Ángel R. Cabada), se resistieron al reparto agrario, ante esta situación Ángel R. Cabada, organizó al campesinado para luchar porque el reparto fuera justo, pero fue asesinado el 18 de junio de 1921 por un consorcio formado por terratenientes liderados por el general Pascual Casarín.
En honor a su esfuerzo, el Municipio Ángel R. Cabada hoy lleva su nombre.